# 太岳周崇
太岳周崇（たいがくしゅうすう、貞和元年/興国6年（1345年）- 応永30年9月14日（1423年10月18日））は、南北朝時代から室町時代中期にかけての臨済宗の僧。諱は周崇。字は太岳。全愚道人と号する。俗姓は一宮氏。阿波国の出身。

## 概要
京都臨川寺の黙翁妙誡に師事して出家。受戒し、その後は京都等持寺・鎌倉円覚寺などで修行した。室町幕府3代将軍足利義満の帰依を受け、1402年（応永9年）に京都相国寺の住持となり、ついで天竜寺に移った。1404年（応永11年）に鹿苑僧録（ろくおんそうろく）に任じられ、10年間その職をつとめた。漢書に通じ、また神泉苑での祈雨に優れその効験もあったという。